# Dan (rei lendário)
Dan – também conhecido como Kong Dan (Rei Dan) – foi um rei lendário - ou possivelmente três reis lendários - da Dinamarca, mencionado em textos escandinavos antigos.
Segundo a Crónica de Lejre (de autor anónimo do século XIII) e a Gesta Danorum (do cronista dinamarquês Saxo Grammaticus do século XIII), o rei Dan teria sido o primeiro rei da Dinamarca e teria dado o nome ao país – Danmark, a Terra de Dan.
Os historiadores modernos rejeitam esta concepção e pensam que se trata do contrário: o nome deste lendário monarca – Dan - teria derivado do nome do país – a Danmark, isto é, a Dinamarca.
Está também mencionado noutras obras, entre as quais a Ynglinga saga e a Rígsthula (do historiador islandês Snorri Sturluson do século XIII), assim como a Compendiosa historia regum Daniæ (do cronista dinamarquês Sven Aggesen do século XII).

Ainda segundo uma tradição lendária, o rei Dan estaria sepultado em Ø Bakker, um sítio entre as cidades de Viborg e Randers.